# Coniston Water

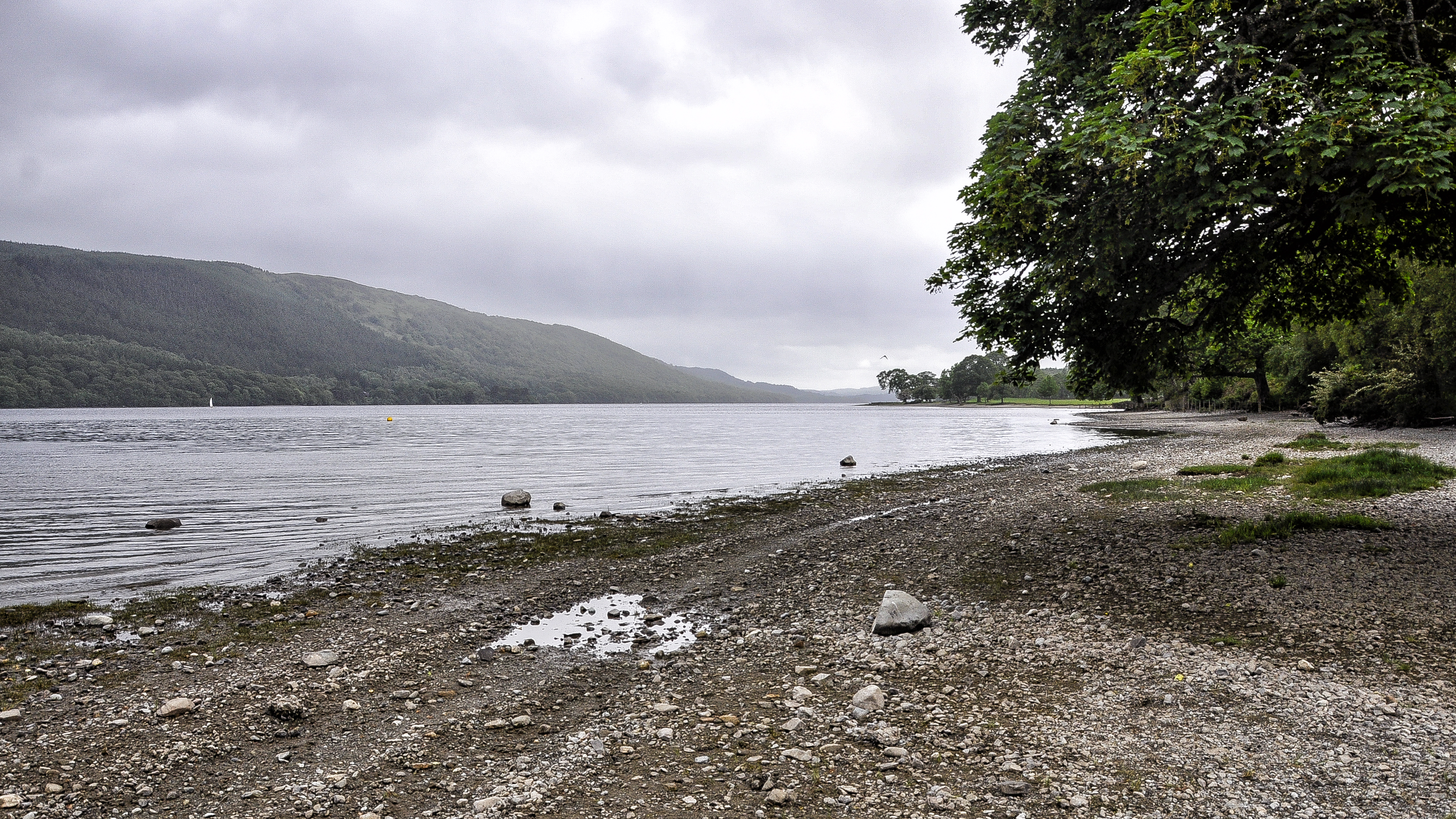
Coniston Water

Coniston Water vlak bij Coniston, is het derde grootste meer in het Engelse Lake District. Het meer is 8 km lang en 800 m breed. Het bereikt een diepte van 56 m en bestrijkt 4,9 km².
Coniston Water is verbonden met Donald Campbell die op het meer op 4 januari 1967 om het leven kwam toen hij met zijn Bluebird K7 een nieuw wereldsnelheidsrecord op water wilde vestigen. Zijn vader, Malcolm Campbell, vestigde in 1939 op dit meer een wereldrecord in dezelfde discipline. Het Ruskin Museum in Coniston houdt de herinnering aan beide mannen levendig.

## Geografie
Coniston Water werd gevormd door erosie van een gletsjer tijdens de laatste IJstijd. Een U-vormige vallei ontstond in de kalkstenen en vulkanische rotsen die zich vulde met water. Aan de noordwestelijke zijde van het meer springt de Old Man of Coniston in het oog. Deze heuvel, 803 m hoog, is populair bij wandelaars. Gedurende 800 jaar werd hier leisteen gedolven.

## Etymologie
Coniston zou afgeleid zijn van de Oudnoorse woorden Konigs Tun of nederzetting van de koning. Die koning zou Thorstein zijn geweest, een Viking die zijn naam gaf Thurstinii Watra, de oude naam van Coniston Water.

## Steam Yacht Gondola
Van 25 maart tot 31 oktober is er een rondvaart met tussenstops mogelijk op Coniston Water. Een klein schip, in de vorm van een gondel en aangedreven door een stoommachine vertrekt vanaf de Coniston Pier aan de westelijke zijde van het meer.

## Galerij

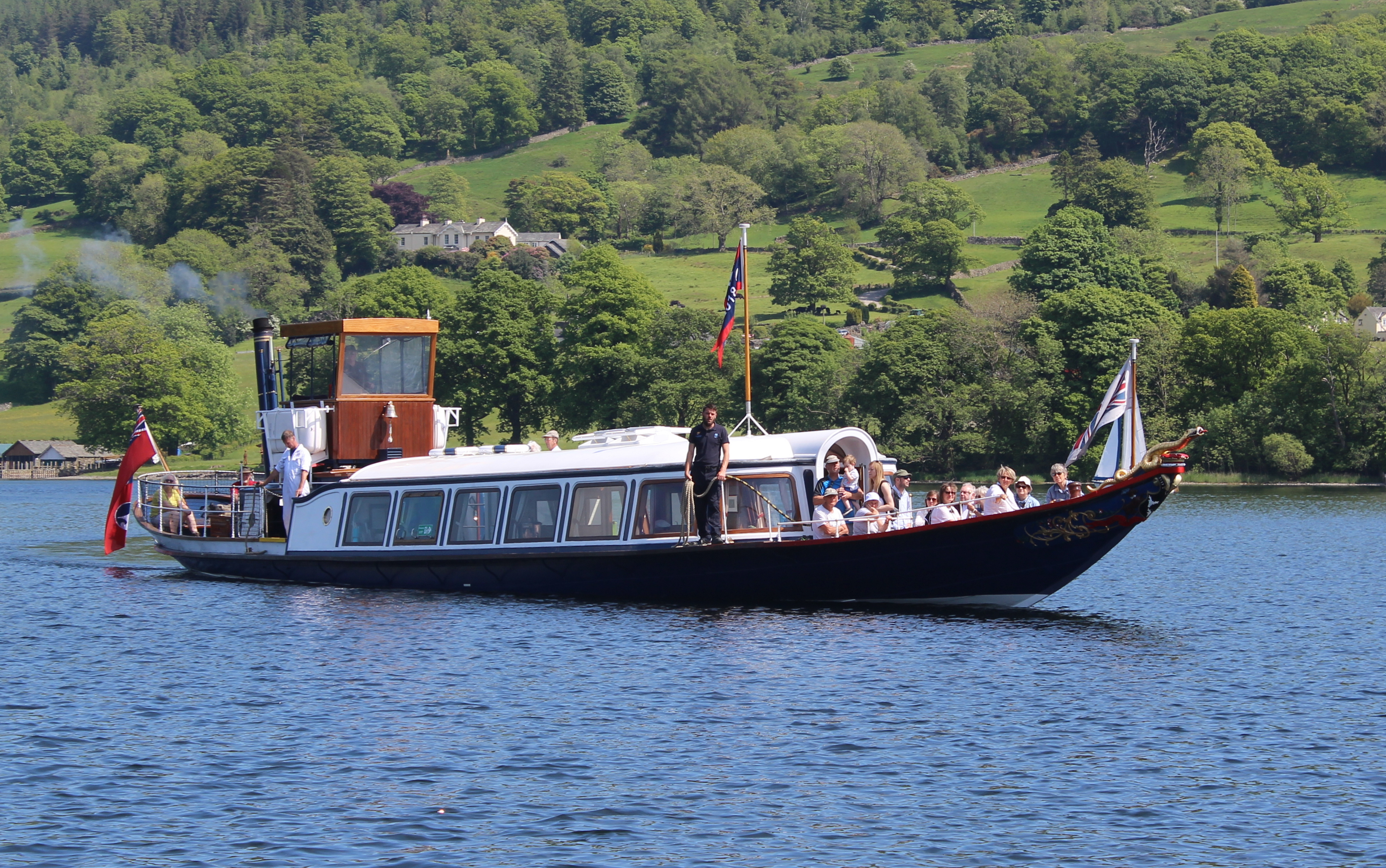
Steam Yacht Gondola op Coniston Water